# Ropuszka krągłojęzyczna
Ropuszka krągłojęzyczna (Discoglossus pictus) – gatunek płaza bezogonowego z rodziny ropuszkowatych (Alytidae). Nazwa tego gatunku pochodzi od tarczowatego języka, który ze względu na kształt nie może się wysuwać, ropuszka musi więc chwytać owady za pomocą szczęk.

## Występowanie
Zamieszkuje południową Sycylię, Maltę oraz północną Afrykę od Tunezji przez Algierię do Maroka. Gatunek został również z powodzeniem introdukowany w południowej Francji i północno-wschodniej Hiszpanii. Występuje na nizinach i wyżynach maksymalnie do 1500 m n.p.m. w zbiornikach słodkowodnych i słonawych.

## Morfologia
Dzięki często występującym kolorowym przebarwieniom skóry zwana też śródziemnomorską malowaną żabą (ang. mediterranean painted frog). Istnieją trzy odmiany ubarwienia tego gatunku: 
- prawie jednolite
- z dużymi ciemnymi plamami o jasnych krawędziach
- z dwoma ciemnobrązowymi podłużnymi pasami, jednym jasnym paskiem z tyłu i dwoma jasnymi pasami wzdłuż boków.

Brzuch jest białawy. Głowa płaska, bardziej szeroka niż długa. Osiąga długość 7 cm.

## Rozmnażanie
Okres rozrodowy trwa od stycznia do początku listopada. Samice składają łącznie od 300 do 1000 jaj w ciągu od 2 do 10 dni od kopulacji. Jaja wylęgają się zwykle w ciągu 2–6 dni. Po wykluciu kijanki mają około 3 mm długości. W ciągu jednego do dwóch miesięcy osiągają około 33 mm i przekształcają się w żabki o średnicy 10 mm.

## Status i ochrona
Główne zagrożenia dla populacji ropuszki krągłojęzycznej wynikają z intensyfikacji rolnictwa. Jednak populacje żyjące wzdłuż rzek, sezonowych stawów i bagien wydają się być mniej zagrożone. W północno-wschodniej części Półwyspu Iberyjskiego mogą stanowić zagrożenie dla niektórych rodzimych gatunków żab, zwłaszcza tych, z którymi współwystępują w tych samych siedliskach wodnych. W Afryce Północnej jest gatunkiem bardzo licznym, zwłaszcza w półwilgotnych regionach północnych. Na Malcie ropuszka krągłojęzyczna jest zagrożona obniżeniem poziomu wód gruntowych. Z kolei na Sycylii zagrożenie stanowi inwazyjny gatunek żaby szponiastej.

## Galeria

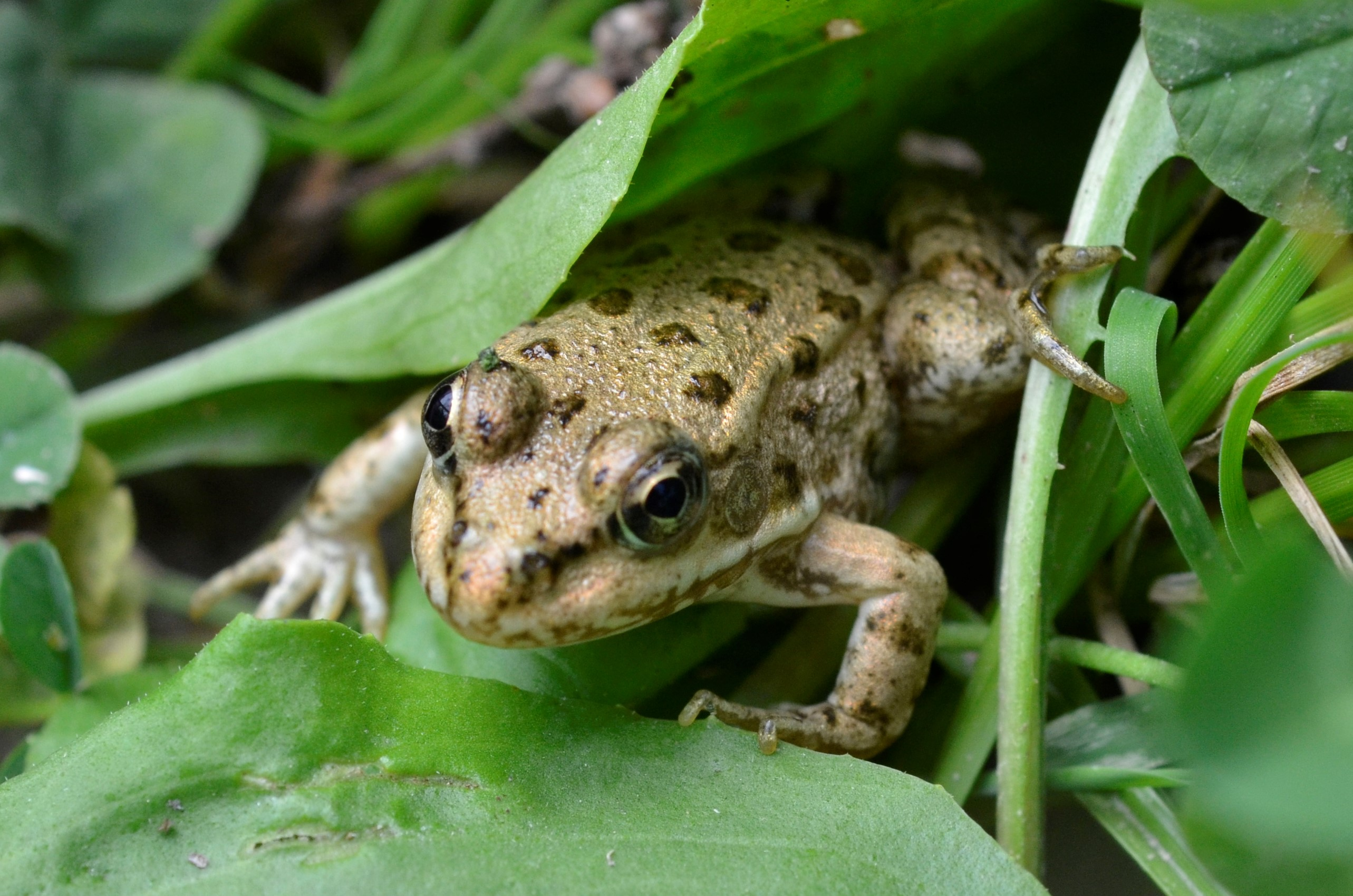
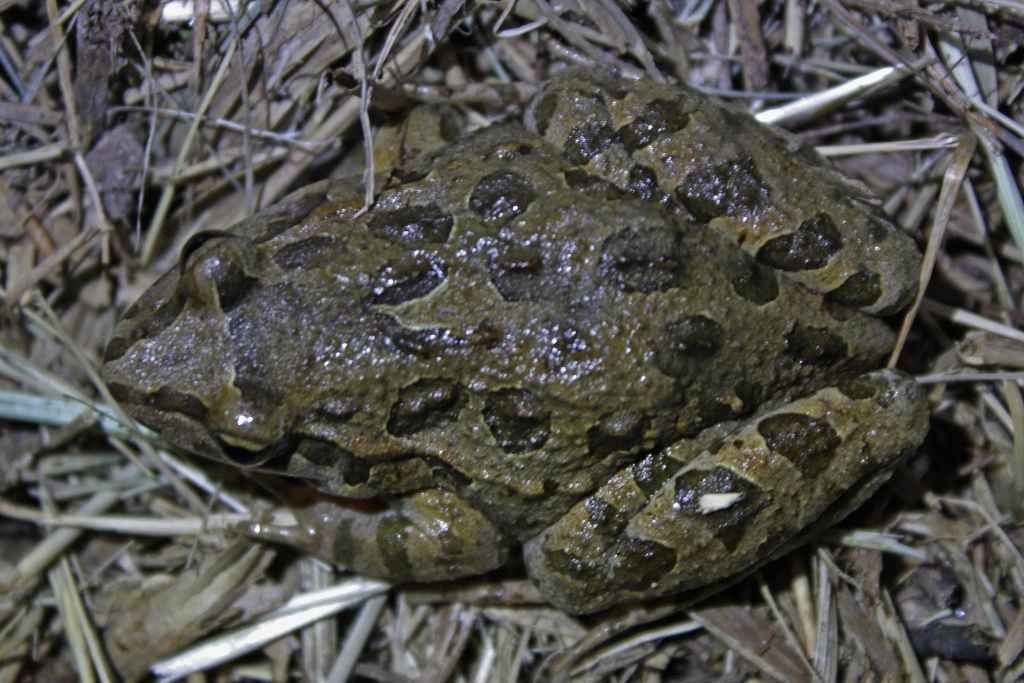
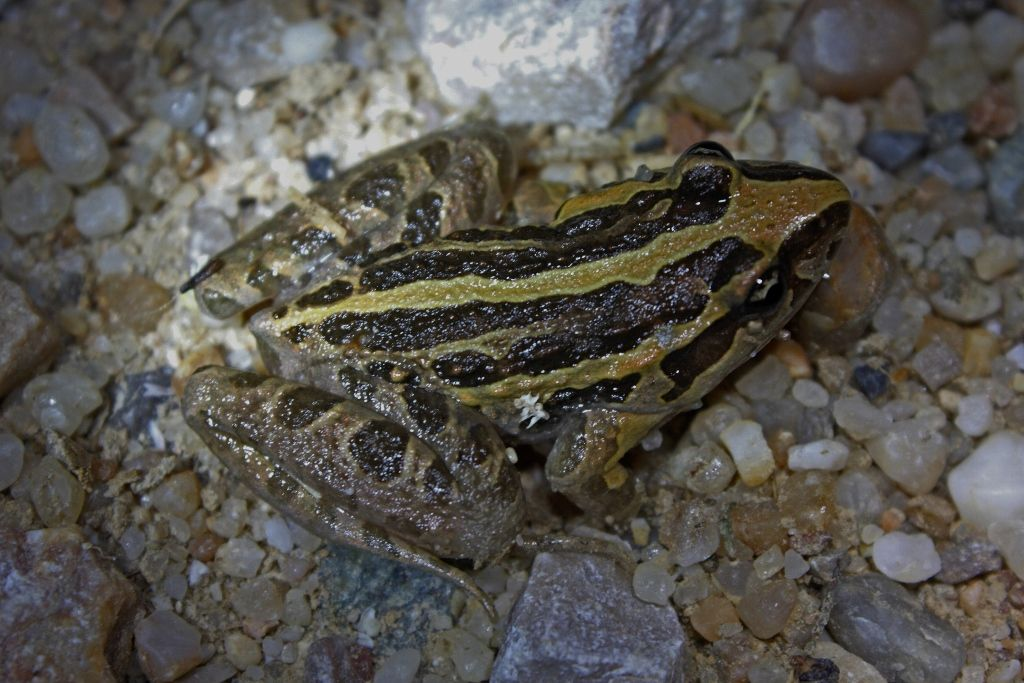
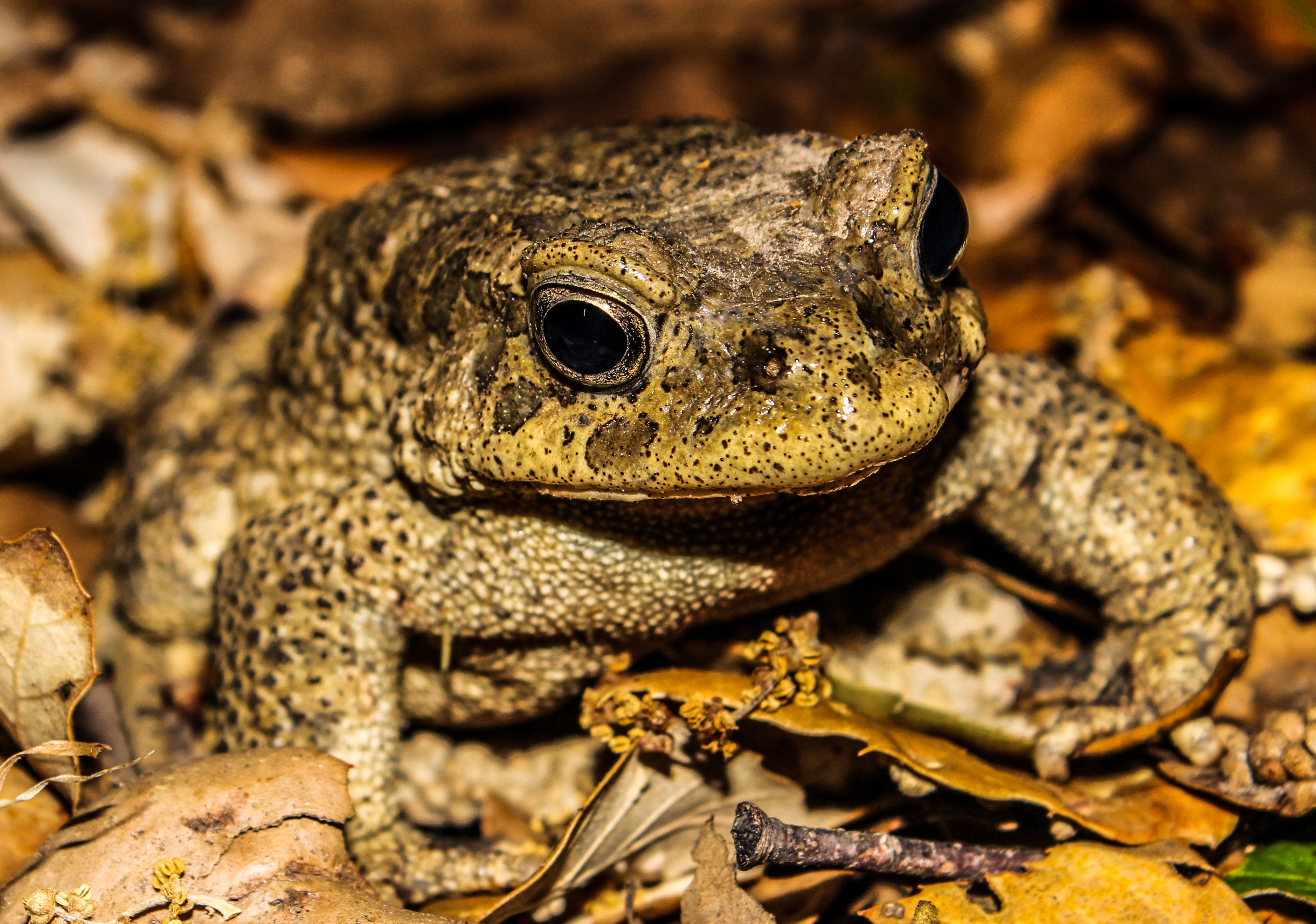